# Flughafen Hechi

i7
i11
i13
Der Flughafen Hechi (chinesisch 河池金城江机场, IATA-Code: HCJ, ICAO-Code: ZGHC) ist ein Flughafen in China westlich der Millionenstadt Hechi.
Der Flughafen wurde von 2008 bis 2013 aus Platzgründen auf eine Hügelkette gebaut, wozu nach umfangreiche Erdbewegungen 65 Bergspitzen abgetragen werden mussten. Die Start- und Landebahn 14/32 befindet sich auf 675 Metern Höhe. Der Flughafen wurde am 28. August 2014 eröffnet.